# 冥王星時刻
《冥王星時刻》是一部2018年由章明執導的中國劇情片。入圍第71屆坎城影展導演雙週單元。

## 演員
- 王學兵
- 刘丹
- 曾美慧孜
- 母其弥雅
- 秦海璐

## 製作
2006年該片取得鹿特丹影展的劇本投資，但在電影籌備期間，發生演員與投資方的人員異動，以至於兩年後才拍攝完成。而在後期製作中，取得上海市政府提供的資金協助下得以完成。

## 外部連結
- 豆瓣电影上《冥王星時刻》的資料 （简体中文）
- 时光网上《冥王星時刻》的資料（简体中文）
- 開眼電影網上《冥王星時刻》的資料（繁體中文）
- 互联网电影数据库（IMDb）上《冥王星時刻》的资料（英文）